# Абрамов Яр
Абрамов Яр (укр.  Абрамів Яр) — исчезнувшее село в Просянском сельсовете Купянского района Харьковской области Украины.
Село ликвидировано в период 1972—1986 года.

## Географическое положение
Село Абрамов Яр находится в урочище Абрамов Яр, в 2-х км на запад от селе Цыбовка, по селу протекает пересыхающий ручей.

## Население
На картах 1977 года указано население 21 человек.